# Oscar Klein
Oscar Klein (Graz, 5 januari 1930 – Plüderhausen, 12 december 2006) was een Amerikaanse mainstream jazz- en oldtime-muzikant (trompet, klarinet, gitaar, banjo, mondharmonica). Overtuigender dan bijna elke andere Europese trompettist beheerste hij het traditionele spectrum van expressie van dit instrument, terwijl hij als gitarist zijn eigen stijl bepaalde op de invloeden van Eddie Condon, Freddie Green en Toots Thielemans.

## Biografie
Door hun joodse afkomst moest Kleins familie vluchten voor de nazi's. In 1943, toen hij daar met zijn gezin werd geïnterneerd in een klein Italiaans bergdorp tijdens het fascisme, kreeg Klein mandolinelessen van de dorpsleraar. Tijdens zijn opleiding aan de Basel School of Applied Arts vanaf 1944 ontdekte hij jazz bij de Basel Hot Club. Zijn eerste ervaringen als gitarist deed hij op bij The Feetwarmers rond trompettist Freddie Höhn en klarinettist Otto Flückiger. In 1948 ging Klein aan de slag als teken- en handwerkleraar in Florence en probeerde daar gelijkgestemde musici te vinden. Voor de geplande Original Florence New Orleans Band ontbrak echter de trompettist en dus kreeg hij zijn tweede instrument. Tijdens een vakantiebezoek aan Innsbruck ontmoette hij de klarinettist Fatty George. In 1952 werd hij lid van de band, die een van de belangrijkste was in het Weense jazzcircuit in de jaren 1950, met muzikanten als Bill Grah, Karl Drewo en Joe Zawinul. In 1958 stapte Klein over naar de Zwitserse band Tremble Kids in Chicago-stijl. 
Vanaf eind 1959 werkte hij enkele jaren in de Dutch Swing College Band. Sinds 1963 reisde hij als orkestleider met verschillende van zijn eigen formaties, eerst in een trio met Miriam Klein en Isla Eckinger, later vooral met de jazzshow van Oscar Klein. Daarnaast werkte hij samen met gastsolisten als Albert Nicholas, Joe Turner, Cootie Williams en Joe Venuti en verwierf hij internationale erkenning. Sinds 1973 presenteerde hij een reeks albums onder zijn eigen naam, maar trad hij ook weer op met de Tremble Kids en - tot aan zijn dood in 1982 - met Fatty George. In 1981 richtte hij Big Four op, een Italiaans-Zwitserse band van Chicago-jazz. Begin jaren 1990 toerde hij met wisselende bezetting met de European Dixieland All Stars en trad hij ook op met zijn European All Stars, waaronder Charly Antolini en Barbara Dennerlein. Hij werkte ook samen met Romano Mussolini, zoon van de fascistische "Duce" Benito Mussolini. Hij trad op als presentator in de Zwitserse televisieserie History of Jazz. Hij gaf ook jarenlang educatieve concerten op scholen, eerst met Jerry Ricks en later met Thomas Moeckel. Hij was er vast van overtuigd dat een jazzoptreden zowel muzikaal verfijnd als vermakelijk kan zijn.
Hij was niet alleen een van de belangrijkste musici van de Europese "trad jazz", maar ook een uitstekend entertainer, met (bijna legendarische) humoristische aankondigingen en de kapiteinspet als visueel handelsmerk. Oscar Klein heeft ook opnamen gemaakt met o.a. Lionel Hampton, Roy Eldridge, Earl Hines, Bud Freeman, Wild Bill Davison, Peanuts Hucko, Sammy Price, Ralph Sutton, Emil Mangelsdorff, Dexter Gordon, Slide Hampton, Wallace Bishop, Fritz Pauer, Lino Patruno, Jan Jankeje, Ludwig Stimmler, Hans Rettenbacher, Henri Chaix, Jimmy Woode, Gus Backus en Michael Pewny. Hij heeft in totaal meer dan 50 cd's en 130 lp's opgenomen. Hij doceerde ook gitaar en publiceerde Pickin' the blues met Caesar Perrig, een leerboek voor finger-style gitaar, dat ook twee lp's bevat.

## Privéleven en overlijden
Hij trouwde met de jazzzangeres Miriam Klein en stichtte een gezin in Bazel. Van hun vier kinderen is David Klein, geboren in 1961, ook bekend als muzikant en componist. Oscar Klein overleed in december 2006 op 76-jarige leeftijd in Plüderhausen in Baden-Württemberg, waar hij voor het laatst woonde met zijn tweede vrouw Karin. 

## Prijzen en onderscheidingen
Op 19 oktober 2005 ontving hij de Medal of Honor of the Federal Capital Vienna in zilver. In zijn Oostenrijkse thuisland ontving hij de beroepstitel professor.

## Publicaties
- Pickin' the blues. Ein Lehrbuch für Finger-Stil Gitarre. ISBN 978-3-921275-00-9
- Band guitar – a selection of traditional blues and swing tunes (inkl. Kassette), (1978) Nobile Verlag